# 154 v.Chr.
154 v.Chr. is een jaartal volgens de christelijke jaartelling.

## Gebeurtenissen

### Europa
- In Hispania komen de Kelt-Iberische stammen aan de rivier de Douro in opstand tegen de Romeinse overheersing.

### Midden-Oosten
- Een legermacht van Demetrios I Soter verovert Cyprus.
- Ptolemaeus VI Philometor verslaat zijn broer, Ptolemaeus VIII Euergetes II, in een poging om Cyprus te veroveren. Hij verleent hem gratie en stuurt graanvoorraden naar Cyrenaica, waar een hongersnood heerst.

## Geboren
- Gaius Sempronius Gracchus (~154 v.Chr. - ~121 v.Chr.), Romeins tribunus en staatsman
- Marcus Fulvius Flaccus (~154 v.Chr. - ~121 v.Chr.), Romeins tribunus en staatsman